# 津久井広域道路

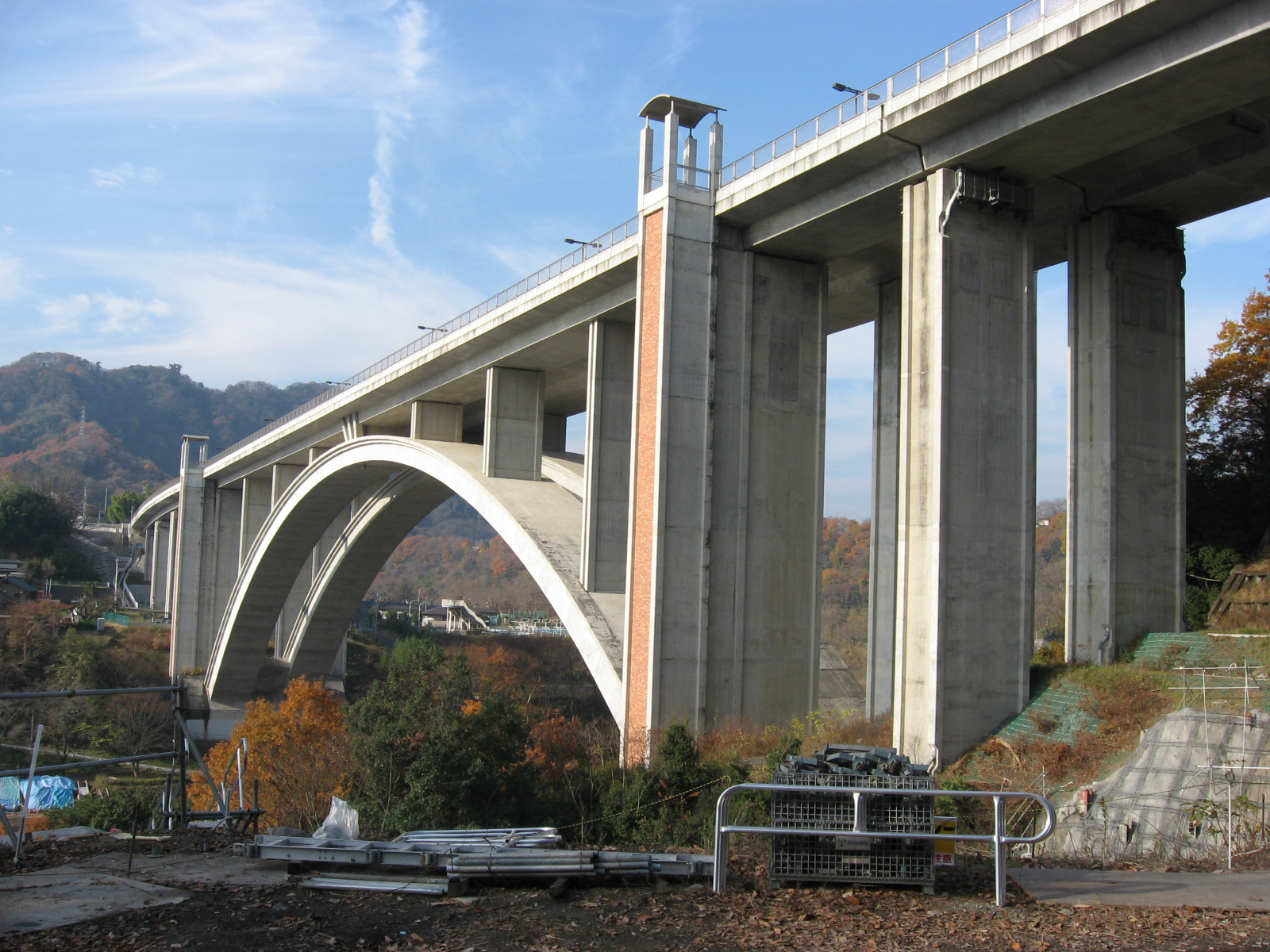
新小倉橋

津久井広域道路（つくいこういきどうろ）は、神奈川県相模原市緑区橋本五差路交差点から中央自動車道相模湖IC付近に至る都市計画道路および構想路線である。津久井相模原連絡道路として、地域高規格道路の候補路線に指定されている。

## 概要
旧津久井（旧津久井町・城山町・相模湖町・藤野町）地域と旧相模原地域との連絡や、周辺道路の交通渋滞の緩和を図るとともに、首都圏中央連絡自動車道（さがみ縦貫道）相模原ICへのアクセス整備としての機能を有し、県北地域における産業、経済・文化の発展のために重要な役割を担う道路である。1997年より神奈川県が都市計画決定を受け事業を進めてきたが、2010年から、旧津久井地域の4町を吸収合併し政令市に移行した相模原市が事業を引き継いだ。
圏央道・相模原ICへのアクセス整備として、橋本五差路交差点から東金原交差点（神奈川県道65号厚木愛川津久井線との交点）までが都市計画決定され、整備完了している

（ただし、橋本五差路から二本松小学校までの区間は既存道路の改良）。新小倉橋（緑区谷ヶ原・小倉、旧城山町域）および勝瀬橋（緑区吉野・日連、旧藤野町域）は津久井広域道路の一部として開通した。また、東金原交差点（神奈川県道65号厚木愛川津久井線との交点。ただし記録上は緑区根小屋字荒久）から国道412号との交点（相模原市緑区青山字谷戸沢）が、都市計画道路城山津久井線を延長する形で組み入れられた。
しかし相模原市は緑区長竹の神奈川県道513号鳥屋川尻線との交差点まで優先的に建設を進める一方で、これより西の計画路線区間約12キロについては、山間地を通り工事費がかさむトンネル区間もあるため、市の厳しい財政事情もあることや、旧津久井町に計画する新火葬場を巡り、地元住民が要望した広域道路沿いの新火葬場設置を財政上困難とする理由で「当分の間、事業着手できない」との判断を示している。

## 主な接続路線
- 国道16号（相模原市緑区橋本、橋本五差路交差点）
- 国道129号（相模原市緑区橋本、橋本五差路交差点）
- 神奈川県道508号厚木城山線（相模原市緑区川尻、向原東側交差点）
- 神奈川県道48号鍛冶谷相模原線（相模原市緑区向原・川尻、新小倉橋東側交差点）
- C4 首都圏中央連絡自動車道（相模原IC）（相模原市緑区小倉）
- 神奈川県道65号厚木愛川津久井線（相模原市緑区根小屋、東金原交差点）